# Micipsa
Micipsa (†118 v.Chr.) was de oudste zoon van koning Massinissa van Numidië en regeerde dertig jaar over het land.

## Levensloop
Na de dood van Massinissa, eerste koning van Numidië, in 148 v.Chr. kwam het land onder het bestuur van zijn drie zonen. Micipsa kreeg de titel, Gulussa stond aan het hoofd van het leger en Mastanabal kreeg het bestuur voor zijn rekening. Numidië was een vazalstaat van het Romeinse Rijk, dat op dat moment verwikkeld was in de Derde Punische Oorlog (149-146) en verplicht was militaire steun te verlenen. Na de val van Carthago in 146 v.Chr. vroegen de Romeinen steun aan de Numidiërs in de oorlog tegen de rebellenleider Viriatus op het Iberisch Schiereiland. Daar blonk Jugurtha, de zoon van zijn broer Mastanabal, uit als bekwaam militair.
Micipsa zelf had twee zonen Hiempsal en Adherbal. Na de dood van zijn twee broers, rond 139 v.Chr. was Micipsa alleenheerser. Hij adopteerde Jugurtha en beschouwde hem al zijn eigen zoon. Micipsa stierf in 118 v.Chr. en verdeelde zijn rijk onder zijn drie kinderen.